# Pastorales tahitiennes
Pastorales tahitiennes est un tableau du peintre postimpressionniste français Paul Gauguin conservé au musée de l'Ermitage à Saint-Pétersbourg. Réalisé en 1893, il fait partie du cycle tahitien de l'artiste.

## Description
Au premier plan se trouve une petite élévation avec un magnolia en fleurs. À gauche, devant la plante, il y a une grande cruche peinte et un chien rouge couché, à côté du chien se trouve un petit récipient pour les sacrifices fait d'une citrouille. Derrière un arbre, à gauche se tient une jeune fille tahitienne avec une grande bassine dans les mains ; à droite, à flanc de colline, une autre fille assise, dos au spectateur, joue de la flûte. L'arrière-plan est une plaine rouge avec deux petites collines, puis s'élève la pente d'une grande colline avec une route qui monte. En bas à droite figure le titre de l'auteur en français, ainsi que la signature et la date de l'artiste (sur trois lignes) : Pastorales Tahitiennes / 1893 / Paul Gauguin. En 1893, le tableau est envoyé en Europe et se trouve dans la galerie de Paul Durand-Ruel. Le 18 février 1895, le tableau est exposé à la vente des tableaux et dessins de Gauguin à la maison de ventes parisienne Hôtel Drouot, dont l'argent sert à financer le nouveau voyage de Gauguin à Tahiti ; lors de cette vente, il a été acheté 480 francs par un acheteur inconnu. Il a ensuite été exposé dans la galerie de la société Bernheim-Jeune, où le prince de Wagram l'acheta pour 7 000 francs, puis  dans la galerie d'Ambroise Vollard. Le 14 septembre 1908, la toile est achetée par l'industriel et collectionneur moscovite Ivan Morozov pour 10 000 francs. Après la Révolution d'Octobre, la collection de Morozov fut nationalisée et, depuis 1923, le tableau se trouvait au Musée national du nouvel art occidental de Moscou. En 1948, après la suppression du Musée national d'art historique, le tableau fut transféré à l'Ermitage. Depuis fin 2014, il est exposé au quatrième étage du palais de l'état-major, salle 412.

## Œuvres similaires
D'après Barskaya, Gauguin a utilisé des motifs similaires aux œuvres Mata Mua (musée Thyssen-Bornemisza, Madrid) et Arearea (musée d'Orsay à Paris), le tableau d'Orsay rappelant directement la toile de l'Ermitage. L'auteur du catalogue raisonné des peintures de Gauguin, Georges Wildenstein, note également les similitudes de composition et de paysage dans la peinture de Madrid. Une fleur de lys similaire se retrouve également dans d'autres œuvres de Gauguin, par exemple dans le tableau Nave nave moe également conservé à l'Ermitage.
A. G. Kostenevich mentionne l'existence d'une esquisse à l'aquarelle pour le tableau, qui se trouve à la galerie Thiel à Stockholm. Ce croquis n'a pas encore subi de forte stylisation et représente trois jeunes filles.

## Littérature
- Барская А. Г., Костеневич А. Г. Французская живопись. Вторая половина XIX — XX век. Каталог (Государственный Эрмитаж. Собрание западноевропейской живописи). — Л.: Искусство, 1991. — 473 с.
- Братья Морозовы. Великие русские коллекционеры: каталог выставки / Государственный Эрмитаж; Государственный музей изобразительных искусств имени А. С. Пушкина. — СПб.: Изд-во Гос. Эрмитажа, 2019. — 368 с.    (ISBN 978-5-93572-861-8).
- Костеневич А. Г. Искусство Франции. Живопись. Рисунок. Скульптура: в двух томах. — СПб.: Изд-во Государственного Эрмитажа, 2008. — Т. I. — 532 с.  (ISBN 9 78-5-93572-295-1 et 978-5-93572-308-8).
- Костеневич А. Г. Искусство Франции. Живопись. Рисунок. Скульптура: в двух томах. — СПб.: Изд-во Государственного Эрмитажа, 2008. — Т. II. — 204 с.  (ISBN 978-5-93572-297-5 et 978-5-93572-308-8).
- Поль Гоген. Письма. Ноа Ноа / Пер. с франц. Н. Я. Рыковой; сост., вступ. статья, примеч и общ. Ред. А. С. Кантор-Гуковской. — Л.: Искусство, 1972. — 256 с.
- Wildenstein G. Gauguin. I. Catalogue. — Paris, 1964. — 283 p.

## Source de traduction
- (ru) Cet article est partiellement ou en totalité issu de l’article de Wikipédia en russe intitulé « Таитянские пасторали » (voir la liste des auteurs).